# Salmonella enterica
Salmonella enterica es una especie bacteriana del género Salmonella constituido por bacilos gramnegativos intracelulares anaerobios facultativos con flagelos peritricos. Constituye un grupo importante de patógenos para animales y humanos. Existen seis subespecies: enterica, arizonae, diarizonae, houtenae, indica y salamae.
Estas subespecies, de acuerdo con las características patogénicas y antigénicas se dividen en más de 2600 serotipos.
La Salmonella enterica subsp. enterica se divide en serotipos tifoideos y no tifoideos.
Esta bacteria pudo ser la causa de la epidemia de cocoliztli de 1576 que mató al 80% de la población azteca.